# Kurt Schulz
Pour les articles homonymes, voir Schulz.
Kurt Schulz (né le 14 février 1912 à Berlin, mort le 28 juin 1957 dans la même ville) est un directeur de la photographie allemand.

## Biographie
Schulz est volontaire pour être projectionniste de cinéma en 1926 puis travaille dans une usine de copie de Berlin. En 1932, il est premier assistant opérateur d'Eduard Hoesch et Werner Bohne et photographe de plateau. En 1938, il est directeur de la photographie à côté de Bohne pour Hotel Sacher, à partir de 1942, il est directeur de la photographie chef.
Après la Seconde Guerre mondiale, il fonde une société de production cinématographique avec Kurt Ulrich en 1948, Berolina. Schulz laisse en grande partie la direction de l'entreprise à Ulrich et se limite en tant que producteur à quelques courts documentaires, qu'il réalise lui-même. En tant que directeur de la photographie, il appartient à l'histoire du cinéma avec deux Heimatfilms La Fiancée de la Forêt-Noire et Ma verte bruyère, qui sont également les premiers films couleur ouest-allemands d'après-guerre.

## Filmographie
- 1939 : Hotel Sacher (de)
- 1943 : Der kleine Grenzverkehr (de)
- 1943 : Die schwarze Robe
- 1943 : Junge Herzen
- 1944 : Eines Tages (de)
- 1947 : Kein Platz für Liebe
- 1948 : Eine reizende Familie (de)
- 1948 : Abgrund (court métrage documentaire)
- 1948 : Morgen ist alles besser (de)
- 1949 : Nichts als Zufälle (de)
- 1949 : Um eine Nasenlänge
- 1949 : Angst (court métrage documentaire)
- 1950 : Eine Nacht im Séparée
- 1950 : La Fiancée de la Forêt-Noire
- 1951 : Johannes und die 13 Schönheitsköniginnen (de)
- 1951 : Tanz ins Glück
- 1951 : Ma verte bruyère
- 1952 : Le Pays du sourire (de)
- 1952 : Mikosch rückt ein (de)
- 1952 : Pour l'amour d'une femme (de)
- 1953 : Quand la musique du village joue
- 1953 : Briefträger Müller (de)
- 1953 : Quand refleuriront les lilas blancs
- 1953 : Bravo je suis papa ! (de)
- 1954 : Le Baron tzigane (de)
- 1954 : Émile et les Détectives
- 1954 : Boulevard des plaisirs (de)
- 1955 : Die heilige Lüge (de)
- 1955 : Mon ami le clown
- 1955 : Le Joyeux Vagabond
- 1955 : Ja, ja, die Liebe in Tirol (de)
- 1956 : La Tante de Charley (de)
- 1956 : Schwarzwaldmelodie
- 1956 : Das Sonntagskind
- 1956 : Was die Schwalbe sang (de)